# Sarezzano
Sarezzano är en ort och kommun i provinsen Alessandria i regionen Piemonte i Italien. Kommunen hade 1 173 invånare (2018).